# Хајде да се волимо 3
Хајде да се волимо 3 - Удаје се Лепа Брена је југословенски филм из 1990. године, који је режирао Станко Црнобрња. Филм је премијерно приказан 22. новембра 1990. године у Сава центру.

## Радња
Аустралијанац југословенског порекла долази у Југославију да се ожени Лепом Бреном. Два докона младића одлучују да ту свадбу онемогуће што доводи до низа заплета на путовањима кроз нашу земљу и изван ње. Расплет показује да је организована свадба Лепе Брене била превара једног човека који је, у настојању да заради сто хиљада долара, потурио лажну Брену.

## Улоге
| Глумац                 | Улога                |
| ---------------------- | -------------------- |
| Лепа Брена             | Лепа Брена           |
| Емир Хаџихафизбеговић  | Јунуз                |
| Јован Радовановић      | Новинар              |
| Лазар Ристовски        | Милоје "Мили"        |
| Драган Бјелогрлић      | Вања                 |
| Оља Бећковић           | лажна Брена (глас)   |
| Иван Бекјарев          | Уредник новина       |
| Богдан Диклић          | Тренер лажне Брене   |
| Предраг Ејдус          | Истражни судија Раде |
| Рахела Ферари          | Путница у авиону     |
| Милутин Караџић        | Војник               |
| Никола Којо            | Жељко                |
| Никола Милић           | Директор хотела      |
| Предраг Милинковић     | Конобар              |
| Слободан Нинковић      | Дрвосеча             |
| Ева Рас                | Жена на сплаву       |
| Семка Соколовић-Берток | Јунузова мајка       |
| Милан Штрљић           | Једриличар           |
| Јосиф Татић            | Ђура                 |
| Аљоша Вучковић         | Возач мерцедеса      |
| Ивана Жигон            | Лора                 |
| Горица Поповић         | Полицајка            |
| Бранислав Петрушевић   | Власник ресторана    |
| Милутин Мићовић        | брат Ђурашковић      |